# Lohardaga (distrikt)
Lohardaga är ett distrikt i Indien.   Det ligger i delstaten Jharkhand, i den centrala delen av landet, 900 km sydost om huvudstaden New Delhi. Antalet invånare är 461 790.
Följande samhällen finns i Lohardaga:
- Lohardaga